# Karl Zeiss

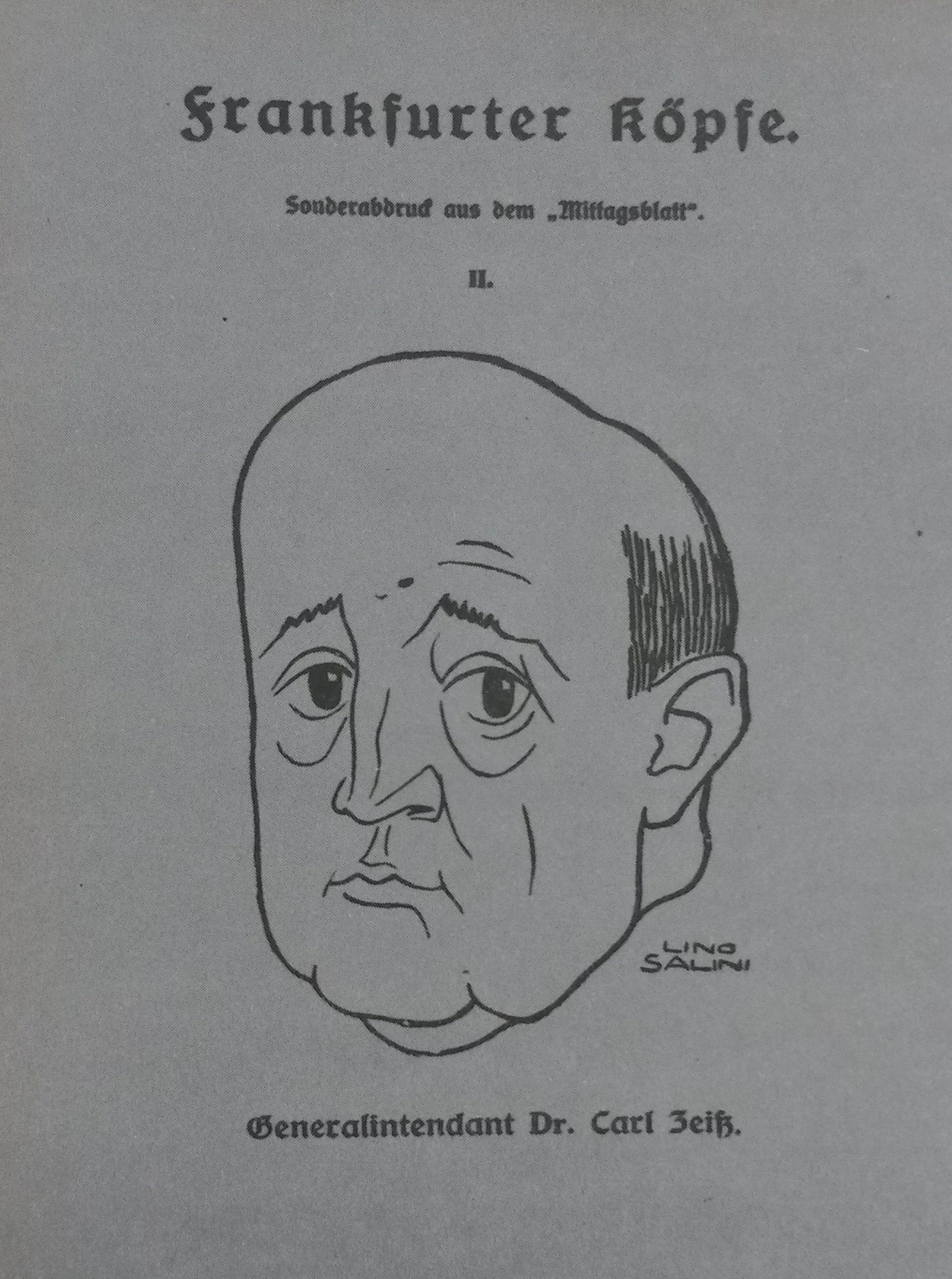
Darstellung von Karl Zeiss durch Lino Salini

Karl Zeiss (* 13. September 1871 in Meiningen; † 13. Februar 1924 in München) war ein deutscher Dramaturg und Theaterintendant.
Karl Zeiss studierte ab 1893 Theaterwissenschaften und Germanistik an der Universität Leipzig. 1896 schloss er sein Studium mit der Promotion ab. Anschließend übernahm er eine Stelle am Schauspielhaus in Dresden, dessen Generaldirektor er 1904 wurde. Zeiss erwarb sich Anerkennung als Herausgeber und Bearbeiter von klassischen Theaterstücken, inszenierte aber auch viele Stücke zeitgenössischer Autoren.
1917 wurde er als Generalintendant an die Städtischen Bühnen in Frankfurt am Main berufen. Er führte die seit 1900 getrennten Sparten Schauspiel und Oper wieder zusammen. Seine Aufführungen expressionistischer Stücke von Fritz von Unruh, Carl Sternheim und Paul Kornfeld fanden beim Publikum Beachtung, ebenso der von ihm inszenierte Zyklus Goethescher Dramen.
1920 erhielt er einen Ruf an das Bayerische Staatstheater in München und verließ Frankfurt.